# Tormenta tropical Charley (1998)
La tormenta tropical Charley fue tercera tormenta en recibir nombre de la temporada de huracanes en el Atlántico de 1998. Charley fue una de las dos tormenta tropicales en tocar tierra en Texas durante esa temporada (Frances fue la otra).

## Historia de la tormenta

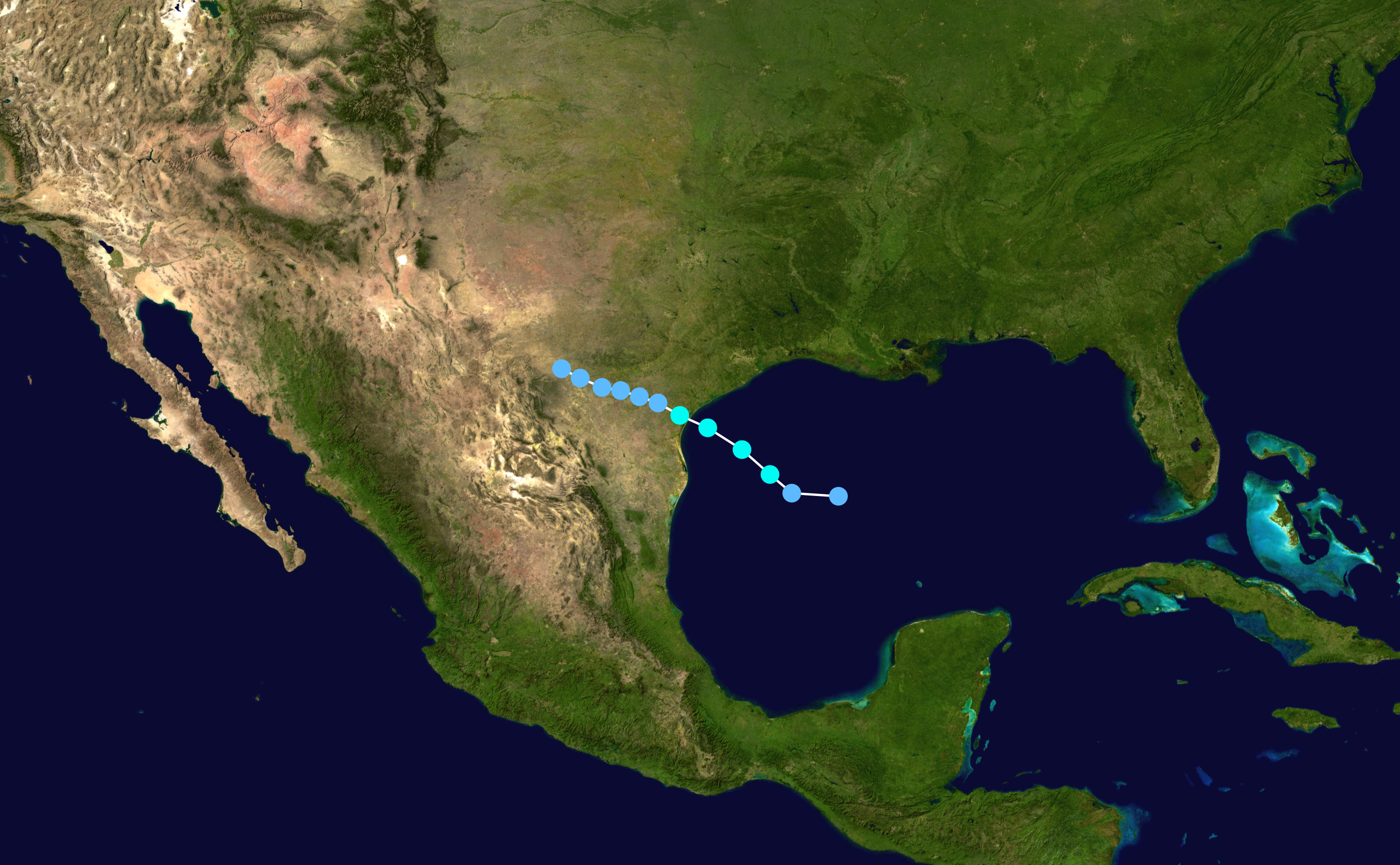
Trayectoria del Tormenta tropical Charley (1998), perteneciente a la temporada de huracanes en el Atlántico de 1998, siguiendo los colores de la escala de huracanes de Saffir-Simpson.

La formación de Charley es discutida, pero se rastreó como una onda tropical que partió de las costas de África el 9 de agosto. El sistema pasó a través de las Islas Leeward y entró al golfo de México el 15 de agosto.
El 20 de agosto, la información satelital y de aviones caza tormentas mostraron que la tormenta registraba vientos de 42 kilómetros por hora pero no tenía una circulación cerrada. El 21 de agosto, alcanzó nivel de depresión tropical a las 6:00 UTC.